# مايك برات
مايك برات (4 أغسطس 1948 بدايتون في الولايات المتحدة - 16 يونيو 2022) (بالإنجليزية: Mike Pratt)‏ هو مدرب ولاعب كرة سلة أمريكي في مركز مدافع مسدد الهدف. لعب مع كنتاكي وايلدكاتس ‏.

## وصلات خارجية
- مايك برات على موقع سبورتس رفرنس (الإنجليزية)
- مايك برات على موقع كلية كرة السلة في سبورتس رفرنس.كوم (الإنجليزية)
- مايك برات على موقع بروبوليرز (الإنجليزية)
- مايك برات على موقع كلية كرة السلة في سبورتس رفرنس.كوم (الإنجليزية)